# Batman & Robin (trilha sonora)
Batman & Robin é o álbum da trilha sonora para o filme de mesmo nome.
| Críticas profissionais                                                      | Críticas profissionais   |
| Avaliações da crítica                                                       | Avaliações da crítica    |
| Fonte                                                                       | Avaliação                |
| --------------------------------------------------------------------------- | ------------------------ |
| Allmusic                                                                    | · Entertainment Weekly C |
| Esta tabela precisa de ser acompanhada por texto em prosa. Consulte o guia. |                          |

## Lista de faixas
1. "The End Is the Beginning Is the End" - The Smashing Pumpkins (5:02)
2. "Look into My Eyes" - Bone Thugs-n-Harmony (4:28)
3. "Gotham City " - R. Kelly (4:56)
4. "House on Fire" - Arkarna (3:24)
5. "Revolution" - R.E.M. (3:04)
6. "Foolish Games" - Jewel (4:00)
7. "Lazy Eye" - Goo Goo Dolls (3:46)
8. "Breed" - Lauren Christy (3:05)
9. "The Bug" - Soul Coughing (3:09)
10. "Fun for Me" - Moloko (5:08)
11. "Poison Ivy" - Meshell Ndegeocello (3:33)
12. "True to Myself" - Eric Benét (4:41)
13. "A Batman Overture" - Elliot Goldenthal (3:35)
14. "Moaner" - Underworld (10:17)
15. "The Beginning Is the End Is the Beginning" - The Smashing Pumpkins (4:58)
16. "Alarmala de tos" - Café Tacuba (Apenas no México e na América Latina)

## Posição do álbum
| Álbum (1997)       | Posição atingida |
| ------------------ | ---------------- |
| U.S. Billboard 200 | 5                |